# Mud Flow
Mud Flow est un collectif belge de rock alternatif, originaire de Bruxelles. Il est formé autour du chanteur-guitariste Vincent Liben. Son style se situe quelque part entre The Flaming Lips, Sonic Youth, Radiohead et Interpol.

## Historique
Le groupe est formé en 1998. Il est principalement connu en Belgique, mais ses deux derniers albums sont sortis également sur le territoire français. À ses débuts, le groupe compte déjà trois albums en quatre ans : Preface (1998), Amateur (2000), et RE*ACT (2001).
Le 5 janvier 2004, le groupe publie l'album A Life on Standby chez Vivadisc et Sony Music. Le titre The Sense of Me/Chemicals, extrait de l'album , sert de bande son pour une publicité Tetra Pak. Il est à noter que leur titre The Sense of Me figure dans la bande-son du jeu Life is Strange.
Vincent Liben s'amuse à dire de Mud Flow qu'il ne s'agit pas d'un groupe mais d'un collectif de musiciens. En 2007, le groupe n'était plus qu'en partie bruxellois avec l'arrivée des deux gantois, Frederik Leroux Roels (guitare) et Fred Donche (claviers). Cette même année, le groupe publie son dernier album, Ryunosuke, distribué en Belgique par No Vice Music/Universal et en France par Booster/Discograph. Charly de Croix, qui était le plus ancien membre après Vincent Liben, décide de quitter l'aventure en 2008 pour rejoindre ses compatriotes de Sharko. Vincent Liben, lui, sort son premier album solo, Tout va disparaître, en janvier 2009.
La séparation officielle du groupe s'effectue le 11 juin 2010, lorsque la page Facebook de Mud Flow annonce : « c'était dans l'air. Un post court pour le confirmer officiellement: Mud Flow n'est plus, comme Vincent Liben l'a annoncé ce jeudi ». Olivier Juprelle se lance également en solo avec un premier EP, Brûlures au second degré. Un premier album est prévu pour le printemps 2014. Le Mud Flow remonte sur scène à la date unique du 21 décembre 2014 au Botanique.

## Membres

### Derniers membres
- Vincent Liben - chant, guitare (1994-2010)
- Frederik Leroux Roels - guitare (2007-2010)
- Fred Donche - claviers (2007-2010)
- Olivier Juprelle - basse (2003-2010)

### Anciens membres
- Charles-Édouard de Croix - batterie (2001-2008)
- Damien Brouyaux - guitare (199?-2003)
- David Torfs - basse (199?-2003)
- Laurent Moosen - batterie (199?-2001)

### Musiciens additionnels
- Marc De Backer - guitare live, sur A Life on Standby Tour
- Laurence Gazon - claviers
- Olivier Mellano - guitariste studio, sur A Life on Standby
- Gilles Mortiaux - guitariste studio, sur Ryunosuke
- Vincent Trisnanto Soebijanta - basse